# Sean O'Haire
Sean Christopher Haire, meglio conosciuto come Sean O'Haire (Hilton Head Island, 25 febbraio 1971 – Spartanburg, 8 settembre 2014), è stato un wrestler e artista marziale misto statunitense, noto per i suoi trascorsi nella World Championship Wrestling e nella World Wrestling Entertainment.

## Carriera

### World Championship Wrestling (2000–2001)
Sean O'Haire iniziò la sua carriera da wrestler professionista nel giugno del 2000, allenandosi presso il Power Plant della World Championship Wrestling; egli si alleò subito con un altro prodotto della WCW, Mark Jindrak, e il 25 settembre i due vinsero il World Tag Team Championship per la prima volta. O'Haire conquistò i titoli di coppia anche insieme al coetaneo Chuck Palumbo, sconfiggendo Buff Bagwell e Lex Luger durante la puntata di Monday Nitro del 14 gennaio 2001.

### World Wrestling Entertainment (2001–2002)
Quando la WCW fu acquisita dalla rivale World Wrestling Federation nel marzo del 2001, Sean O'Haire e Chuck Palumbo vennero messi sotto contratto dalla WWF in quanto ancora detentori del World Tag Team Championship. I due persero i titoli di coppia contro i Brothers of Destruction (Kane e The Undertaker) durante la puntata di SmackDown del 9 agosto 2001 e vennero battuti anche nella rivincita della settimana successiva.
Dopo alcuni mesi passati a lottare esclusivamente nei dark match e negli house show, O'Haire tornò in singolo nella puntata di Heat del 24 giugno 2002, sconfiggendo facilmente Justin Credible.

### Ohio Valley Wrestling (2002–2003)
Tra il 2002 e il 2003 Sean O'Haire apparve principalmente nella Ohio Valley Wrestling, all'epoca territorio di sviluppo della WWE.

### Ritorno in WWE (2003–2004)
A partire dal gennaio del 2003 la WWE propose delle vignette che ritraevano Sean O'Haire interpretare una nuova gimmick, quella dell'avvocato del diavolo, in cui esortava la gente a compiere azioni legalmente o moralmente inaccettabili. Poche settimane dopo, O'Haire tornò nel roster di SmackDown convincendo Brian Kendrick a correre nudo per tutta l'arena e Dawn Marie a mostrare il seno alla folla.
Nella puntata di SmackDown del 10 aprile 2003 O'Haire venne affiancato al leggendario "Rowdy" Roddy Piper, grazie al quale riuscì a sconfiggere avversari importanti del calibro di Rikishi, Chris Benoit, Eddie Guerrero e addirittura Hulk Hogan (quest'ultimo per count-out). Nei mesi successivi si rese protagonista di una lunga serie di vittorie, soprattutto a Velocity, ma ad ottobre fu coinvolto in un incidente motociclistico che lo costrinse ad una degenza forzata di circa sei mesi.
Il 3 aprile 2004 Sean O'Haire venne rilasciato dalla WWE.

### Circuito indipendente (2004–2005)
Dopo essere stato rilasciato dalla WWE, Sean O'Haire combatté in alcune federazioni indipendenti nordamericane, fino a quando iniziò ad interessarsi al mondo delle arti marziali miste. O'Haire lottò il suo ultimo match di wrestling il 23 febbraio 2005, in coppia con Chuck Palumbo, perdendo contro Sylvester Terkay e Tom Howard.

## Morte
L'8 settembre 2014, all'età di quarantatré anni, Sean O'Haire si suicidò impiccandosi nella sua abitazione di Spartanburg (South Carolina).

## Risultati nelle arti marziali miste
| Risultato | Record | Avversario      | Metodo                           | Evento             | Data              | Round | Tempo | Città            |
| --------- | ------ | --------------- | -------------------------------- | ------------------ | ----------------- | ----- | ----- | ---------------- |
| Vittoria  | 4-2    | Frankie Parkman | KO tecnico (pugni)               | Fighting Challenge | 7 dicembre 2007   | 1     | 1:05  | Savannah         |
| Vittoria  | 3-2    | Darrell Wood    | KO tecnico (pugni)               | Fighting Challenge | 29 settembre 2007 | 1     | 2:07  | Savannah         |
| Sconfitta | 2-2    | Eric Esch       | KO tecnico (pugni)               | The Real Deal      | 21 ottobre 2006   | 1     | 0:30  | Las Vegas        |
| Sconfitta | 2-1    | Kim Min-soo     | Sottomissione (guillotine choke) | Hero's in Seoul    | 5 novembre 2005   | 1     | 4:45  | Seoul            |
| Vittoria  | 2-0    | Shungo Oyama    | KO tecnico (pugni)               | Rumble on the Rock | 20 novembre 2004  | 1     | 0:30  | Honolulu         |
| Vittoria  | 1-0    | Tony Towers     | Sottomissione (guillotine choke) | First Strike       | 18 settembre 2004 | 1     | 1:42  | Huntington Beach |

## Titoli e riconoscimenti
- Victory Championship Wrestling
  - Hall of Fame (2018)
- World Championship Wrestling
  - WCW World Tag Team Championship (3) – con Mark Jindrak (2) e con Chuck Palumbo (1)
- Wrestling Observer Newsletter
  - Rookie of the Year (2000)